# Chamaerhodos canescens
Chamaerhodos canescens är en rosväxtart som beskrevs av J. Krause. Chamaerhodos canescens ingår i släktet Chamaerhodos och familjen rosväxter. Inga underarter finns listade i Catalogue of Life.